# Hreșceate, Kozeleț
Hreșceate (în ucraineană Хрещате) este localitatea de reședință a comunei Hreșceate din raionul Kozeleț, regiunea Cernihiv, Ucraina.

## Demografie
Componența lingvistică a localității Hreșceate
     Ucraineană (99,58%)
     Alte limbi (0,25%)
Conform recensământului din 2001, majoritatea populației localității Hreșceate era vorbitoare de ucraineană (99,58%), existând în minoritate și vorbitori de alte limbi.